# Длинноклювые дельфины
Длинноклювые дельфины (лат. Sotalia) — род дельфинов, недавно образованный путём отделения от вида белый дельфин вида Sotalia guianensis в 2007 году. Это произошло благодаря морфометрическому анализу, а также анализу митохондриальной ДНК.
Члены этого рода встречаются в Атлантике и Карибском бассейне у берегов Центральной и Южной Америки, а также в реке Амазонке, и большинстве её притоков.